# Syväinsaari
Syväinsaari är en ö i Finland. Den ligger i sjön Kiuruvesi och i kommunen Kiuruvesi i den ekonomiska regionen  Övre Savolax ekonomiska region  och landskapet Norra Savolax, i den centrala delen av landet, 400 km norr om huvudstaden Helsingfors. Öns area är 14,3 hektar och dess största längd är 0,6 kilometer i nord-sydlig riktning.